# Ismael Sarmiento
José Ismael Sarmiento Riaño (né le 15 juillet 1973 à Puerto Boyacá) est un coureur cycliste colombien. Actif dans les années 1990 et 2000, il a été médaillé d'argent du championnat panaméricain sur route de 2002.

## Repères biographiques
En 2016, la maire de Soracá décide de créer une école de cyclisme dans sa municipalité dont la direction technique est confiée à "El Pocholo" Sarmiento.
En octobre 2018, tout comme en 2017, Ismael Sarmiento dirige l'équipe boyacense "Primero Villa de Leyva" au Tour du Guatemala.

## Palmarès
- 1995
  -  Champion de Colombie sur route amateur
  - 2e du Tour du Guatemala
- 1996
  - 2e du Tour du Guatemala
- 1997
  - 2e du Tour de la Guadeloupe
  - 2e de la Doble Copacabana GP Fides
- 1998
  - Vuelta de Higuito
  - Tour du Guatemala : 
    - Classement général
    - 2e étape

  - Doble Copacabana GP Fides
- 1999
  - 3e étape Doble Copacabana GP Fides
  - 3e du Doble Copacabana GP Fides
- 2000
  - Doble Copacabana GP Fides
- 2001
  - Vuelta a Cundinamarca
  - 10e étape du Tour du Guatemala
  - 1re étape du Doble Copacabana GP Fides (contre-la-montre par équipes)
  - 2e du Tour du Guatemala
  - 2e du Doble Copacabana GP Fides
  - 2e de la Clásica del Tolima
  - 2e du championnat de Colombie sur route
- 2002
  - Clásica de Anapoima :
    - Classement général
    - 2e étape

  -  Médaillé d'argent du championnat panaméricain sur route
  - 3e de la Clásica de Fusagasugá
- 2003
  - Clásica de Fusagasugá
  - Clásica de Anapoima :
    - Classement général
    - 1re étape
- 2004
  - 2e étape du Tour de Colombie
  - 2e de la Vuelta a Boyacá
- 2005
  - Vuelta a Boyacá
- 2006
  - 2e et 8e étapes du Clásico RCN
- 2007
  - 2e étape du Clásico RCN
- 2009
  - 2e du Tour du Guatemala